# Блюма Зейгарнік
Блюма Зейгарнік (рос. Блю́ма Ву́льфовна Зейга́рник; 9 листопада [OS 27 жовтня] 1900 — 24 лютого 1988) — радянська психологиня литовського походження, член Берлінської школи експериментальної психології та так званого гуртка Виготського. Вона сприяла становленню експериментальної психопатології як окремої дисципліни в Радянському Союзі в період після Другої світової війни.
У 1920-х роках вона провела дослідження пам'яті, в якому порівняла пам'ять щодо перерваних і завершених завдань. Вона виявила, що перервані завдання запам'ятовуються краще, ніж завершені; це тепер відомо як ефект Зейгарнік. З 1931 року працювала в Радянському Союзі. Вважається одним із співзасновників кафедри психології Московського державного університету. У 1983 році за свої психологічні дослідження вона отримала Ленінську премію.

## Молодість і освіта
Зейгарнік народилася як Женя Блюма Герштейн (або Герштейнайте) в єврейській родині в Пренай, Сувальське воєводство (нині в Литві) у Вульфа та Роні Фейги Герштейн, як їхня єдина дитина. Її основною мовою була російська, хоча вона також могла говорити мовою ідиш, литовською та польською. Батьки Блюми неофіційно усиновили її майбутнього чоловіка Альберта Зейгарніка та оплатили навчання обох дітей за кордоном.
У своїй автобіографічній нотатці, яку вона написала в 1927 році, оскільки це було необхідно для її докторської дисертації та доступна в архіві Гумбольдтського університету, що до 15 років вона брала приватні уроки, а в 1916 році вступила до [п'ятого клас] гімназії Реймана-Далматова в Мінську, яку вона залишила в 1918 році після складання випускного іспиту. У 1920—1922 рр. вона слухала лекції на кафедрі гуманітарних наук Литовських вищих курсів у Ковно [тепер Університет Вітовта Великого].
У травні 1922 року майбутнє подружжя виїхало до Берліна, де він навчався в Політехнічному інституті, а вона — в Берлінському університеті. 9 січня 1924 року вони побралися в Каунасі. У Берлінському університеті вона познайомилася з Куртом Левіним і після закінчення навчання допомагала йому в його експериментальній роботі. Вона закінчила навчання в 1925 році та отримала ступінь доктора в тому ж університеті в 1927 році. У дисертації, підготовленій під керівництвом Курта Левіна, вона описала ефект Зейгарнік.

## Подальше життя
У травні 1931 року Блюма переїхала з Берліна до Москви, де в Інституті вищої нервової діяльності секції природничих наук Комуністичної академії вона почала тісно співпрацювати з Левом Виготським. Робота також тривала і в Психоневрологічній лікарні Всесоюзного інституту ім. експериментальної медицини (існувала в Москві в 1932—1944), з 1940-х рр. — в Інституті психіатрії в Москві.
У 1940 році в житті Зейгарнік сталася велика подія; її чоловік Альберт був заарештований і засуджений (26 лютого 1942 р.) Особливою нарадою при НКВД до 10 років ув'язнення у виправно-трудових таборах, які часто називають ГУЛАГом, «як агент зовнішньої розвідки та за шпигунську діяльність» (реабілітований 27.06.1956). На той час у них було двоє дітей, одній шести років (1934 р.н.), а іншій менше року (1939 р.н.); вона залишилася піклуватися про них сама. Альберт загинув у таборі в 1940-х роках.
Під час Другої світової війни Зейгарнік з дітьми була евакуйована з Москви. У цей період вона разом з Олександром Лурією та іншими психологами працювала в евакуаційній нейрохірургічній лікарні № 3120 в селищі Кисегач Челябінської області, де займалася відновленням когнітивних і психічних функцій після черепно-мозкових травм і реабілітаційним лікуванням. поранених.

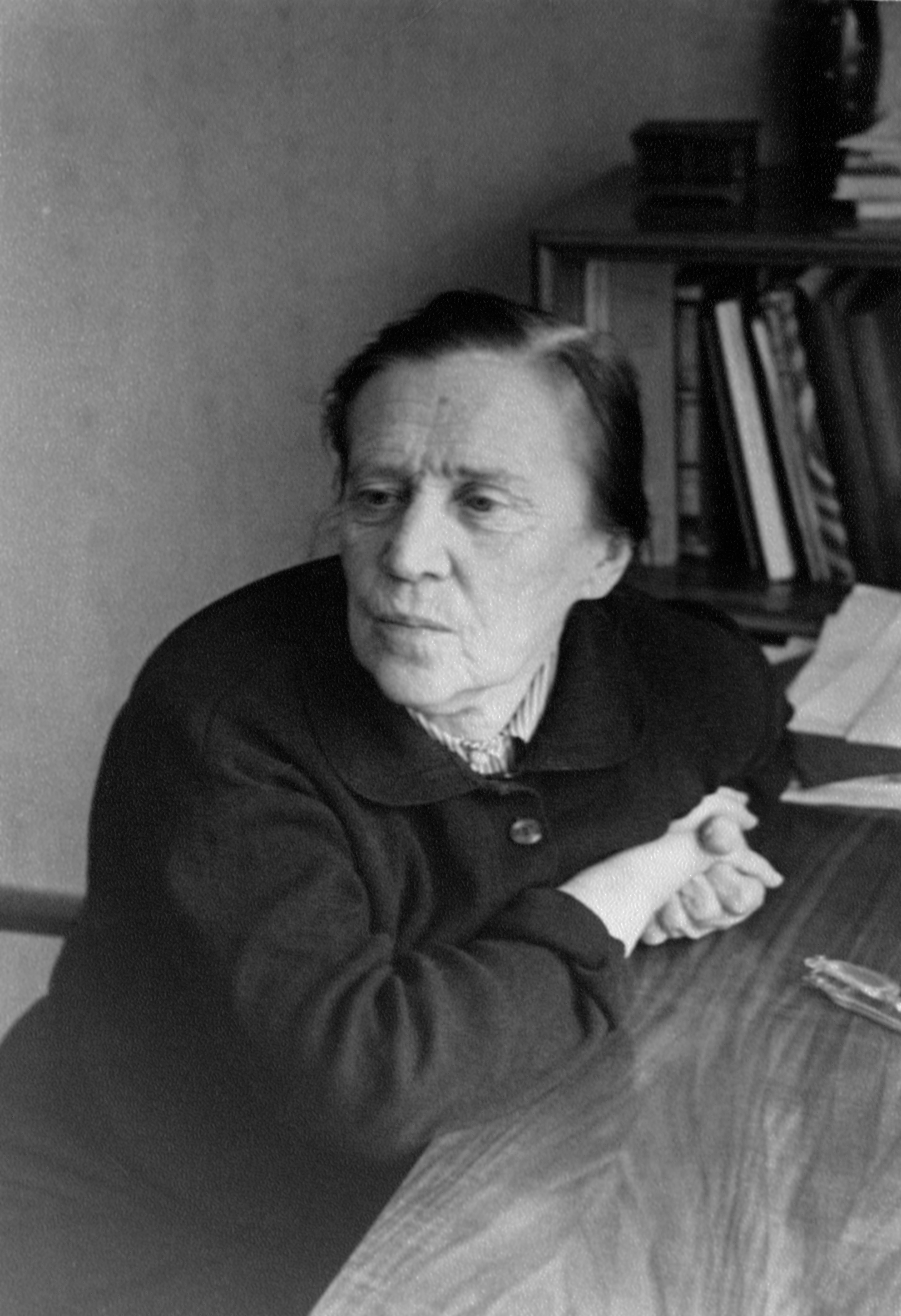
Зейгарнік у 1980-х роках

Зейгарник померла у Москві 24 лютого 1988 року.

## Вплив
Одним із перших, хто вплинув на Блюму, був Курт Левін. Зейгарнік познайомилася з Левіном у 1924 році в Берлінському університеті. Протягом цього часу Левін був викладачем і дослідником. Зейгарнік сподобалася його прогресивним поглядам і почала наукову кар'єру в його дослідницькій групі. Саме разом з Левіном вона розробила свою добре відому теорію: ефект Зейгарнік. Левін не тільки мав головний вплив на життя Зейгарніка, але й був хорошим другом. Ще один вплив на Зейгарнік мав Лев Виготський. З ним, а також з Олександром Лурією та Олексієм Леонтьєвим Зейгарнік познайомилася і почала працювати в 1931 році. Разом вони вивчали теми, що стосуються психічних структур і загальної психології. Їхні дослідження також дозволили Зейгарнік створити й назвати власну галузь психології.

## Дослідження та внески
У 1920-х роках Зейгарнік продовжила своє дослідження під наглядом Левіна і змогла провести дослідження пам'яті, в якому вона порівнювала пам'ять із перерваними та завершеними завданнями та виявила, що люди, як правило, запам'ятовують перервані завдання краще, ніж ті, що завершені. Це відкриття стало відомим як ефект Зейгарнік.
У 1930-х роках почала працювати в Інституті вищої нервової діяльності, де на неї вплинув Виготський. Під впливом Виготського вона почала працювати над різними проблемами, пов'язаними з патологіями мислення, психотичними та особистісними розладами, посттравматичною дурістю тощо. Її близькою колегою була Гіта Біренбаум, інша учениця Левіна та випускниця Берлінського університету.
У 1940 році Зейгарнік почала публікувати роботи про наслідки черепно-мозкових травм. Навчання продовжила в 1941—1943 роках в нейрохірургічному госпіталі № 3120 в евакуації, організованому Олександром Лурією. Її основним інтересом була втрата спонтанності при військових пораненнях лобових часток мозку. Іншим напрямком її досліджень у лікарні була реактивна постконтузійна глухонімота. До кінця 1940-х років вона накопичила значні знання, які дозволили їй порівнювати патології у пацієнтів з військовими травмами та без них. За результатами цих досліджень вона підготувала докторську дисертацію, але незадовго до її завершення текст викрали. У 1950 році, з початком антисемітської кампанії в Радянському Союзі, Зейгарнік припинила очолювати лабораторію, а в 1953 році її звільнили з Інституту психіатрії. Того ж року повернулася на роботу в інститут після смерті Сталіна.
До 1959 року вона підготувала ще одну докторську дисертацію під назвою «Розлади мислення у психічно хворих». У своїй дисертаційній роботі Зейгарнік описала результати дослідження 710 пацієнтів, у яких були діагностовані шизофренія, епілепсія, цереброваскулярні захворювання, черепно-мозкова травма, розумова відсталість, енцефаліт, прогресивний параліч, маніакально-депресивний психоз, розлади особистості. Власне, вона брала участь у дослідженні інших пацієнтів та інших тем у цей же період: питань саморегуляції, опосередкування поведінки (термін медіація ввів Лев Виготський), організації лікування хворих на нервову та психічні захворювання та ін. Зейгарнік розглядав три основні категорії розладів мислення: спотворення процесу узагальнення, спотворення логічної структури мислення і спотворення цілеспрямованого мислення. Вона дослідила, які підкатегорії цих трьох основних категорій характерні для певних захворювань і як найкраще їх ідентифікувати. Виявилося, що немає розладів мислення, які були б характерні лише для одного діагностованого захворювання. Проте для кожного захворювання одні більш типові, а інші менш. Порівняння експериментальних психологічних і клінічних даних дозволило більш ефективно діагностувати захворювання. Експериментальні дані привели Зейгарнік до висновку, що звичайне поділ психічної діяльності на окремі процеси є штучним і не дозволяє послідовно описати розпад мислення. Мислення розпадається не як окремий процес, а як діяльність. Багато в чому завдяки дослідженням Зейгарника в 1940-1950-х роках в Радянському Союзі накопичився великий масив систематично побудованих дослідницьких даних, які згодом лягли в основу експериментальної аномальної психології і значно розширилися протягом наступних десятиліть.
У наступні кілька років Зейгарнік опублікувала кілька монографій і підручників для вищої освіти, присвячених психології різних типів розладів у психічно хворих, включаючи розлади свідомості, особистості, сприйняття і пам'яті. У цих роботах зафіксовано накопичення експериментального матеріалу, розробка концепцій і методології дослідження, а також сформульовані завдання і можливості психологічних тестів і експериментів, роль патопсихологічних досліджень для розуміння психології в нормі і для розвитку психіатрії: Розлади мислення у психічно хворих (1958), Патологія мислення (1962), Вступ до аномальної психології (1969), Особистість і патологія діяльності (1971), Основи аномальної психології (1973), Нариси психології аномального розвитку особистості (1980), Аномальна психологія (1968).
Зейгарнік критикувала психологічні дослідження, в яких головний акцент робився не на експерименті, а на вимірюванні та співвіднесенні індивідуальних характеристик або рис особистості. Вона вважала обов'язковим використання комплексу методик і вважала, що патопсихологічне дослідження повинно включати кілька компонентів: експеримент, опитування пацієнта, спостереження за поведінкою пацієнта під час дослідження, аналіз історії життя хворої людини (що є професійно написаною лікарем історією хвороби та клінічною картою), а також порівняння експериментальних даних з історією життя пацієнта. З її точки зору, дуже важливо (хоча і не завжди можливо) проводити дослідження в динаміці, тобто бачити ту саму людину через рік-два. Експеримент повинен враховувати принципову неподільність психіки на окремі компоненти і, отже, не може бути зведений до вимірювання характеристик окремих її компонентів. У той же час вона критикувала спекулятивні психологічні дослідження: теорії та ідеї, які не були пов'язані з систематичними експериментальними дослідженнями. Зейгарнік зазначала, що найбільш плідні дослідження пов'язані з аналізом інтелектуальної сфери (пов'язаної з відчуттями, сприйняттями, уявленнями, поняттями та їх поєднанням, мовою), а не більш мінливої емоційної сфери (настрою, почуттів і диски). На її думку, основним принципом побудови патопсихологічного експерименту є принцип якісного аналізу перебігу психічних процесів пацієнта, а не завдання простого вимірювання їх балів. На додаток до складності завдань, які пацієнт міг зрозуміти або виконати, вона вважала важливим знати, що стало причиною помилок пацієнта і що було складним. На відміну від здорових суб'єктів, чиє звичайне ставлення до експерименту полягає в прийнятті завдань і виконанні інструкцій, психічні пацієнти іноді ігнорують або неправильно інтерпретують завдання або іноді активно опираються інструкціям. Зейгарник вказував, що патопсихологічний експеримент — це спільна двостороння діяльність експериментатора і досліджуваного, а ситуація патопсихологічного експерименту — це відрізок реального життя. Тому експеримент не повинен фіксувати якісь статичні психологічні стани, а має бути формуючим. Діагностичні тести, за її ідеєю, повинні проводитися як психологічні експерименти в розумінні Виготського.
Робота Зейгарнік принесла велику послугу її країні, і як патофізіолог вона започаткувала використання своєї роботи в медичній допомозі, зокрема в клінічній роботі. Багатий досвід Зейгарник допоміг їй представити етапи розвитку радянської психології. Її робота мала клінічну спрямованість, що допомогло психіатричним спеціалістам зосередити свою увагу на проблемах психічного здоров'я. Крім того, вона продовжувала викладати та зосередилася на важливості психічного здоров'я та клінічної практики. Пізніше Зейгарнік дійшла висновку, що ключовою є особистісна оцінка психологічного стану пацієнта та загальне розуміння структури його дефекту. Зейгарнік стверджувала, що «будь-яка проблема, запропонована психіатричною практикою, чи то експертиза інвалідності, чи вивчення структури ремісії, чи ефективність лікування, — дані психологічного дослідження стають корисними лише відразу, коли і де вони припускають кваліфікацію всієї особистості, а не певного психічного процесу».

## Ефект Зейгарнік
У психології ефект Зейгарнік стверджує, що люди запам'ятовують невиконані або перервані завдання краще, ніж виконані (цей ефект не слід плутати з ефектом Овсянкіної). У гештальтпсихології ефект Зейгарнік використовувався для демонстрації загальної присутності гештальтфеноменів: вони не лише з'являються як ефект сприйняття, але й присутні в пізнанні.

## Нагороди та відзнаки
У 1978 році Зейгарнік отримала Ломоносовську премію МДУ.
У 1980 році Зейгарнік була присутня на Лейпцизькому міжнародному конгресі психологів, першій і одній з небагатьох можливостей виїхати за межі Радянського Союзу та зустрітися з іноземними колегами. Там вона познайомилася з Джун Луїн Тапп, професоркою Університету Міннесоти та головою Комітету Меморіалу Курта Левіна, яка була здивована, дізнавшись, що вона жінка і одна з останніх берлінських студентів Курта Левіна. У 1983 році Джун Луїн Тапп оголосила її лауреатом Меморіалу Курта Левіна. Хоча їй було заборонено виїзд за межі Радянського Союзу, вона отримала диплом і матеріальну підтримку. Кожен лауреат зазвичай представляв доповідь, а Зейгарнік подала свою статтю, в основному засновану на її книзі «Теорія особистості Курта Левіна» (російською).

## Вибрані твори
- 1927: Das Behalten erledigter und unerledigter Handlungen. Psychologische Forschung 9, 1–85.
- 1965: The Pathology of Thinking. New York: Consultants Bureau Enterprises.
- 1972: Experimental Abnormal Psychology. New York: Plenum Press.
- 1984: Kurt Lewin and Soviet psychology. Journal of Social Issues 40 (2), 181—192.